# Presbytis melalophos
El surili de Sumatra (Presbytis melalophos) es una especie de primate catarrino de la familia Cercopithecidae. Es endémico de la isla de Sumatra en Indonesia. Su hábitat natural es el bosque seco tropical y subtropical. Se encuentra amenazado por la pérdida de hábitat.